# Ollisaari (ö i Södra Karelen)
Ollisaari är en ö i Finland. Den ligger i sjön Kivijärvi och i kommunen Klemis i den ekonomiska regionen  Villmanstrands ekonomiska region  och landskapet Södra Karelen, i den södra delen av landet, 180 km nordost om huvudstaden Helsingfors. Öns area är 0,9 hektar och dess största längd är 150 meter i sydväst-nordöstlig riktning.